# Torre degli Ercolani
La torre degli Ercolani si eleva nella città di Ascoli Piceno. La sua architettura appartiene al complesso medioevale di arte romanica che insieme al palazzetto Longobardo costituisce l'unico esempio cittadino di palatium-turris giunto integro fino ai nostri giorni. 

## Storia
Fu costruita tra il XII e il XIII secolo seguendo i canoni delle torri gentilizie che sorgevano numerose nella città di Ascoli in quel periodo.

## Architettura
La costruzione sviluppa un'altezza di 34,5 metri e si eleva da una pianta quadrata. 

Per la sua realizzazione, furono utilizzati conci squadrati di travertino, materiale di grande solidità che le ha conferito robustezza. Sulla facciata principale si evidenziano, ai lati dell'ingresso, nella zona della base della murazione alcuni strati di grossi blocchi di reimpiego di età romana. Inoltre, gli sconosciuti artefici per darle maggiore stabilità, la rastremarono verso l'alto. 
La modesta porta d'ingresso presenta un timpano triangolare, posto sull'architrave, tagliato da una fenditura orizzontale. 
Questo è un elemento decorativo piuttosto ricorrente nell'edilizia delle torri gentilizie ascolane, uno simile si trova anche sulla porta del battistero di san Giovanni. 
Il significato che più comunemente si attribuisce a questo triangolo è il richiamo alchemico al simbolo dell'aria, quasi che i fortilizi urbani volessero sfidare l'elevazione verso il cielo. 
È anche l'elemento decorativo che ingentilisce questi edifici di per sé piuttosto austeri. 
La torre era intesa come una trasposizione urbana del castello, luogo in cui la consorteria si asserragliava in caso di pericolo. 
Come nelle rocche, la torre era predisposta ad ospitare difese volanti, nella maggior parte dei casi bertesche e caditoie, usate come posizione di avvistamento e postazione di tiro. 
Ancora oggi sono visibili, sulle pareti libere della torre, delle mensole, poste in serie alternata di conci sporgenti di 7 centimetri, che erano i basamenti necessari per allestire ballatoi di legno da cui si lanciavano olio bollente e frecce contro gli attaccanti.
Sui lati della fabbrica sono presenti, a diverse altezze, aperture rimurate utilizzate come accessi che erano idonee anche per dare luce all'ambiente interno.

## L'interno
Lo spazio interno della torre è ripartito in tre piani ognuno dei quali è coperto da una volta a botte.